# البرتو کویینتانا (بازیکن فوتبال، زاده ۱۹۹۶)
البرتو کویینتانا (انگلیسی: Alberto Quintana؛ زادهٔ ۲۹ آوریل ۱۹۹۶) بازیکن فوتبال اهل اسپانیا است.
از باشگاه‌هایی که در آن بازی کرده‌است می‌توان به باشگاه فوتبال کادیس اشاره کرد.